# Repülés (biológia)
A repülés az a folyamat, amelynek során az objektum úgy mozog egy térben, hogy az nem érintkezik a bolygó felszínével. Két fajtája van: vagy az atmoszférán belül (légi közlekedés), vagy a világűr vákuumán keresztül (űrrepülés).  Ezt úgy lehet elérni, hogy aerodinamikai emelést hoznak létre, amely a sikló- vagy hajtóerőhöz kapcsolódik, aerostatikusan felhajtóerőt alkalmazva vagy ballisztikus mozgással.
Sok minden repülhet, például az állatok (madarak, denevérek és rovarok), a vitorlázórepülők, az ejtőernyősök, vagy az emberi találmányok is (repülőgépek, helikopterek, léghajók, űrhajók stb.)

## Története
Az emberiség a kezdettől fogva készített repülő tárgyakat, a legkorábbi eszközöktől kezdve (például a kövek és a lándzsák) egészen a bumerángon át a papírsárkányig.

## Légi közlekedés
A 19. század első felében George Cayley tanulmányozta a repülést, a 19. század második felében Otto Lilienthal több, mint 200 sikló repülést hahtott végre, és ő volt az első, aki tudományos szempontból értette meg a repülést. A munkáját a Wright fivérek egészítették ki, akik megépítették az első gyakorlatban működő repülőgépet.

## Űrrepülés
Az űrrepülés a huszadik században valt valósággá Konsztantyin Eduardovics Ciolkovszkij és Robert Goddard áttöréseinek köszönhetően. Az első orbitális repülés 1957-ben volt, Gagarint pedig az első emberek által irányított űrrepülőgép fedélzetén hordozták, 1961-ben.